# Olha Browareć
Olha Browareć (ur. 10 października 1986 w Niżynie) – ukraińska badaczka w dziedzinie biofizyki, doktorka z fizyki i matematyki (2016). Autorka ponad 60 artykułów naukowych publikowanych w czołowych czasopismach międzynarodowych. 

## Biografia
Urodziła się w mieście Niżyn w obwodzie czernihowskim. Jej rodzice są nauczycielami, ukończyli z wyróżnieniem Ukraińską Akademię Rolniczą. Ma brata Alexandra. Po dziewiątej klasie wstąpiła do Liceum Niżyńskiego. Uzyskała dyplom z fizyki i matematyki na Państwowym Uniwersytecie Pedagogicznym w Niżynie, a uczelnię ukończyła ze złotym medalem.
W latach 2004–2009 studiowała fizykę na Kijowskim Uniwersytecie Narodowym. Ukończyła studia licencjackie w Instytucie Amosowa, broniąc pracy nt. modelu pracy serca. Swoje pierwsze prace naukowe opublikowała w 2009. W latach 2009–2011 studiowała w Instytucie Biologii Molekularnej i Genetyki w Narodowej Akademii Nauk Ukrainy. Pozostała w tej instytucji i rozpoczęła prace w Zakładzie Biofizyki Molekularnej i Kwantowej.
W 2011 obroniła pracę doktorską pt. Fizykochemiczna natura spontanicznych i wywołanych mutagenami przejść i transwersji. 29 grudnia 2015 obroniła rozprawę doktorską Mikrostrukturalne mechanizmy spontanicznych mutacji punktowych i na początku 2016 została najmłodszą doktorką nauk fizycznych i matematycznych w Ukrainie (miała wówczas 29 lat).

## Osiągnięcia
Laureatka Scopus Awards Ukraine 2016 w kategorii „Najlepszy zespół naukowców, którzy osiągnęli znaczące wyniki naukowe bez zachodnich kolaboracji” (wraz z Dmytro Hovorunem). 
Otrzymała nagrodę Lidera Nauki w Ukrainie 2016 Web of Science oraz nagrodę Prezydenta Ukrainy dla Młodych Naukowców (2010, wraz z Andrijem Potyagail). Jest wiodącą naukowczynią Departamentu Biofizyki Molekularnej i Kwantowej, Instytutu Biologii Molekularnej i Genetyki w Narodowej Akademii Nauk Ukrainy. Zdobywczyni imiennego stypendium od Rady Najwyższej Ukrainy dla najzdolniejszych młodych naukowców (w 2017 i w 2019).

## Badania naukowe
Zajmuje się interdyscyplinarnymi dziedzinami biologii molekularnej, fizyki molekularnej, fizyki chemicznej i chemii kwantowej, w szczególności badaniem mechanizmów spontanicznych mutacji punktowych w DNA. Udowodniła, że można zaprogramować komórkę nowotworową, by się samounicestwiła.
Jej odkrycia mają duży wpływ na badania na temat mechanizmów rozwoju raka i innych chorób wywołanych mutacjami. W 2017 odkryła, w jaki sposób pary chromosomów z mutacjami potrafią oszukać DNA i zintegrować się w helisę powodującą raka.
Na początku 2017 głośna stała się historia jej życia i jej badań nad 1+1, w których twierdzono, że jej praca może doprowadzić do wynalezienia lekarstwa na raka. Zdaniem innych naukowców badania Olgi Brovarets są dalekie od medycyny, ale prowadzą do teoretycznego zrozumienia pochodzenia mutacji DNA, które obserwuje się w wielu typach nowotworów. W związku z tym Galina Sergeeva, dziennikarka 1+1 i autorka raportów na temat Olgi Brovarets, oskarżyła uczonych o próby zdyskredytowania naukowczyni. Wydarzenia te poruszyły ukraińskie środowisko naukowe i zostały zgłoszone do antynagrody „Godność Akademicka 2017” w nominacji „Skandal Roku”.